# Łowy
Łowy – część wsi Turbia położona w Polsce,  w województwie podkarpackim, w powiecie stalowowolskim, w gminie Zaleszany.
W latach 1975–1998 Łowy należały administracyjnie do województwa tarnobrzeskiego.